# Pilophorus perplexus
Pilophorus perplexus är en insektsart som beskrevs av Douglas och Scott 1875. Pilophorus perplexus ingår i släktet Pilophorus och familjen ängsskinnbaggar. Arten är reproducerande i Sverige. Inga underarter finns listade i Catalogue of Life.

## Bildgalleri

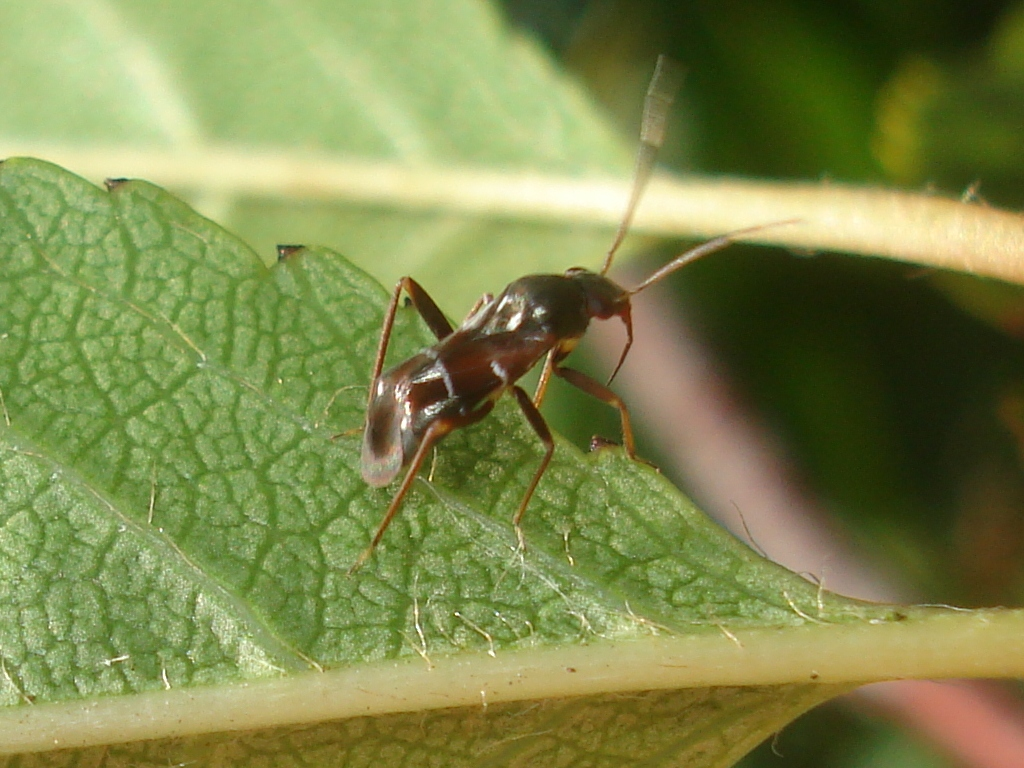
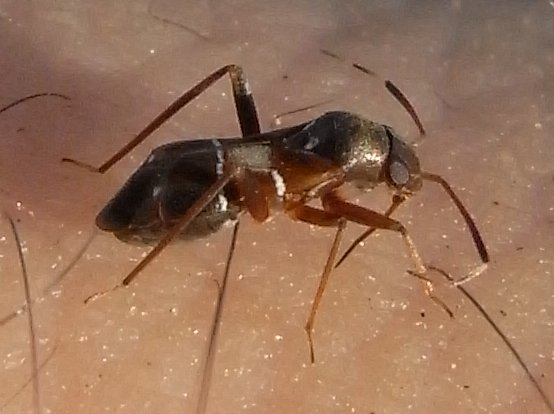
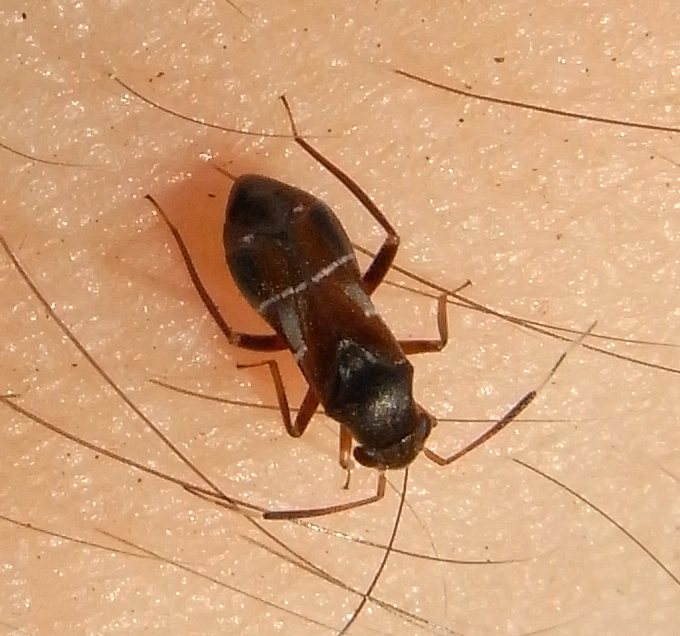
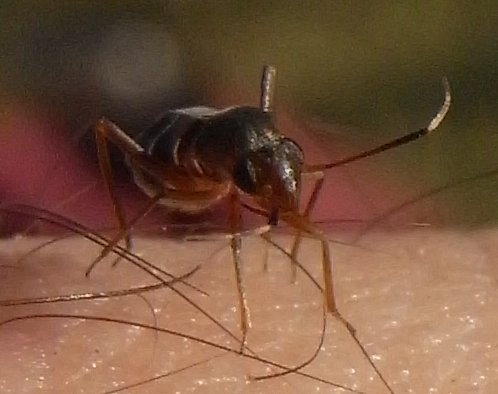